# Croatie au Concours Eurovision de la chanson 2023
La Croatie est l'un des trente-sept pays participant au Concours Eurovision de la chanson 2023, qui se tient du 9 au 13 mai 2023 à Liverpool au Royaume-Uni. Le pays est représenté par Let 3, avec leur chanson Mama ŠČ!. Le pays se classe 13e avec 123 points lors de la finale.

## Sélection
La Croatie confirme sa participation le 20 septembre 2022, et annonce par la même occasion que le représentant sera sélectionné au moyen de la sélection nationale télévisée Dora. 

### Format
Dix-huit chansons participent à la huitième édition de Dora. Les résultats seront déterminés à 50% par un jury de professionnels et à 50% par le public croate.

La sélection s'effectue en une soirée, diffusée le 11 février 2023 en direct du Marino Cvetković Hall d'Opatija, sur HRT 1, comme c'était le cas pour l'édition précédente.

### Participants
La fenêtre de candidatures est ouverte du 20 septembre au 20 novembre 2023. 196 chansons sont envoyées durant cette période,.
La liste des participants est révélée par HRT le 9 décembre 2022. Parmi eux, on trouve entre autres Damir Kedžo, qui a remporté l'édition 2020 de Dora et aurait donc représenté le pays en 2020 si cette édition du Concours n'avait pas été annulée.
| Artiste                             | Titre               | Langue          | Auteur(s)                                                                         |
| ----------------------------------- | ------------------- | --------------- | --------------------------------------------------------------------------------- |
| Barbara Munjas                      | Putem snova         | Croate          | Barbara Munjas, Alen Bernobić                                                     |
| Boris Štok                          | Grijeh              | Croate          | Boris Štok, Darko Terlević                                                        |
| Damir Kedžo                         | Angels and Demons   | Anglais         | Jamie Duffin, Stefan Celar, Michael Chun-Fai Chung, Victoria Jane Horn            |
| Đana                                | Free Fallin'        | Anglais         | Đana Smajo                                                                        |
| Detour                              | Master Blaster      | Croate          | Nenad Borgudan                                                                    |
| Eni Jurišić                         | Kreni dalje         | Croate          | Matija Cvek, Vlaho Arbulić, Eni Jurišić, Filip Majdak                             |
| Hana Mašić                          | Nesreća             | Croate          | Boris Subotić, Darko Dimitrov                                                     |
| Harmonija Disonance                 | Nevera (Lei, lei)   | Croate          | Bartol Stopić, Sanja Daić, Bojan Petrović, Bartol Stopić, Anja Papa, Luka Vidović |
| Krešo & Kisele Kiše                 | Kme kme             | Croate          | Krešimir Burić, Matej Zec                                                         |
| Let 3                               | Mama ŠČ!            | Croate          | Damir Martinović Mrle, Zoran Prodanović                                           |
| Maja Grgić                          | I Still Live        | Anglais         | Mateo Martinović, Maja Grgić                                                      |
| Martha May                          | Distance            | Anglais         | Marta Ivić, Oliver Fecci-Chiffi                                                   |
| Meri Andraković                     | Bye Bye Blonde      | Anglais         | Boris Đurđević, Valerija Đurđević                                                 |
| Patricia Gašparini                  | I Will Wait         | Anglais         | Siniša Reljić, Lisa Desmond, Aidan Winkels                                        |
| Tajana Belina                       | Dom                 | Croate, anglais | Tajana Belina, Marcel Sprunkel                                                    |
| The Splitters                       | Lost and Found      | Anglais         | Neven Kolarić, Branimir Mihaljević, Marko Mihaljević                              |
| Top of the Pops feat. Mario Reković | Putovanje           | Croate, anglais | Bruno Krajcar, Danijel Načinović, Nikola Milat                                    |
| Yogi                                | Love at First Sight | Anglais         | Yugomir Lonich                                                                    |

Chansons de réserve
| Artiste              | Titre             | Langue  | Auteur(s)                                 |
| -------------------- | ----------------- | ------- | ----------------------------------------- |
| Lana Mandarić Lanchi | Sama              | Croate  | Zorana Mandarić, Domagoj Perišić          |
| Mirna Škrgatić       | Odlazi            | Croate  | Mirna Škrgatić, Tomislav Franjo Šušak     |
| Rosanna Kumerle      | Talking to Me     | Anglais | Rosanna Kumerle, William Naesh Hendriksen |
| Voice for You        | On the Same Train | Anglais | Adi Karas, Elvis Sršen, Tvrtko Hrelec     |

### Finale
La finale est diffusée le samedi 11 février 2023.
- Première place
- Deuxième place
- Troisième place
- Dernière place

| Ordre | Artiste                             | Titre               | Jury (50%) | Télévote (50%) | Total | Place |
| ----- | ----------------------------------- | ------------------- | ---------- | -------------- | ----- | ----- |
| 1     | Top of the Pops feat. Mario Reković | Putovanje           | 13         | 20             | 33    | 10    |
| 2     | Yogi                                | Love at First Sight | 10         | 3              | 13    | 16    |
| 3     | Boris Štok                          | Grijeh              | 7          | 10             | 17    | 14    |
| 4     | Tajana Belina                       | Dom                 | 2          | 8              | 10    | 17    |
| 5     | Krešo & Kisele Kiše                 | Kme kme             | 34         | 19             | 53    | 7     |
| 6     | Maja Grgić                          | I Still Live        | 8          | 5              | 13    | 15    |
| 7     | Barbara Munjas                      | Putem snova         | 37         | 15             | 52    | 8     |
| 8     | Đana                                | Free Fallin'        | 7          | 14             | 21    | 13    |
| 9     | Patricia Gašparini                  | I Will Wait         | 5          | 3              | 8     | 18    |
| 10    | The Splitters                       | Lost and Found      | 50         | 60             | 110   | 4     |
| 11    | Hana Mašić                          | Nesreća             | 21         | 12             | 33    | 11    |
| 12    | Damir Kedžo                         | Angels and Demons   | 44         | 59             | 103   | 5     |
| 13    | Martha May                          | Distance            | 23         | 8              | 31    | 12    |
| 14    | Detour                              | Master Blaster      | 73         | 41             | 114   | 3     |
| 15    | Meri Andraković                     | Bye Bye Blonde      | 22         | 22             | 44    | 9     |
| 16    | Let 3                               | Mama ŠČ!            | 105        | 174            | 279   | 1     |
| 17    | Eni Jurišić                         | Kreni dalje         | 52         | 19             | 71    | 6     |
| 18    | Harmonija Disonance                 | Nevera (Lei, lei)   | 67         | 88             | 155   | 2     |

| Putovanje           |    |    | 1  |    |    | 2  |    |    |    | 10 | 13  |
| Love at First Sight | 2  |    |    |    |    | 3  |    |    | 5  |    | 10  |
| Grijeh              |    | 1  | 3  |    |    |    | 3  |    |    |    | 7   |
| Dom                 |    |    |    |    | 1  |    |    |    |    | 1  | 2   |
| Kme kme             | 1  | 6  | 4  |    | 4  | 5  |    | 5  | 3  | 4  | 34  |
| I Still Live        |    |    |    |    |    |    |    |    |    | 8  | 8   |
| Putem snova         | 7  | 4  |    | 1  | 7  |    | 8  |    | 8  | 2  | 37  |
| Free Fallin'        |    | 7  |    |    |    |    |    |    |    |    | 7   |
| I Will Wait         |    | 3  |    | 2  |    |    |    |    |    |    | 5   |
| Lost and Found      | 12 |    | 12 |    |    | 1  | 12 | 7  |    | 6  | 50  |
| Nesreća             |    |    | 7  | 4  |    |    | 6  | 2  | 2  |    | 21  |
| Angels and Demons   | 3  | 10 | 6  | 7  | 3  | 4  |    | 4  | 7  |    | 44  |
| Distance            | 4  |    |    | 3  | 6  |    | 7  | 3  |    |    | 23  |
| Master Blaster      | 6  | 2  | 8  | 8  | 10 | 6  | 5  | 10 | 6  | 12 | 73  |
| Bye Bye Blonde      |    |    |    | 6  | 2  | 12 |    | 1  | 1  |    | 22  |
| Mama ŠČ!            | 10 | 12 | 10 | 12 | 12 | 10 | 10 | 12 | 12 | 5  | 105 |
| Kreni dalje         | 5  | 5  | 2  | 5  | 5  | 7  | 4  | 6  | 10 | 3  | 52  |
| Nevera (Lei, lei)   | 8  | 8  | 5  | 10 | 8  | 8  | 1  | 8  | 4  | 7  | 67  |

C'est donc le groupe Let 3 qui remporte la sélection, et qui représente la Croatie au Concours Eurovision de la chanson 2023, à Liverpool au Royaume-Uni.

## À l'Eurovision
La Croatie participera à la première moitié de la première demi-finale du mardi 9 mai. Elle s'y classe 8e avec 76 points, se qualifiant donc pour la finale. Lors de celle-ci, elle termine à la 13e place avec 123 points.